# Stazione di Takadanobaba
La stazione di Takadanobaba (高田馬場駅?, Takadanobaba-eki) è una stazione ferroviaria di Tokyo, si trova a Shinjuku. La stazione è anche chiamata dagli abitanti di Tokyo "Baba". Si trova in mezzo fra i distretti commerciali di Shinjuku e Ikebukuro ed è un hub intermedio di interscambio, unendo la linea Yamanote, Seibu Shinjuku e la linea Tōzai della metropolitana di Tokyo.

## Storia
La stazione venne aperta il 15 settembre 1910, e la precedente stazione di legno fu demolita nel 2009.

## Linee

### Treni
East Japan Railway Company
■ Linea Yamanote
Ferrovie Seibu
● Linea Seibu Shinjuku

### Metropolitana
Tokyo Metro
 Linea Tōzai

## Struttura
Le stazioni JR East e Seibu sono integrate nello stesso edificio, mentre quella della metropolitana è in sotterraneo.
La stazione JR East è dotata di due binari, mentre quella delle ferrovie Seibu di 3 binari.

### Stazione JR East e Seibu
| 1 | ■ Linea Yamanote                                       | per Ikebukuro, Ueno e Tokyo                             |
| 2 | ■ Linea Yamanote                                       | per Shinjuku e Shibuya                                  |
| 3 | ● Linea Seibu Shinjuku                                 | per Tanashi, Tokorozawa, Haijima e Hon-Kawagoe          |
| 4 | ● Linea Seibu Shinjuku (in condivisione col binario 5) | binario di arrivo per l'ora di punta dei giorni feriali |
| 5 | ● Linea Seibu Shinjuku                                 | per Seibu-Shinjuku                                      |

### Stazione Tokyo Metro
| 1 | Linea Tōzai | per Ōtemachi, Urayasu, Nishi-Funabashi e Tōyō-Katsutadai |
| 2 | Linea Tōzai | per Nakano e Mitaka                                      |

## Stazioni adiacenti

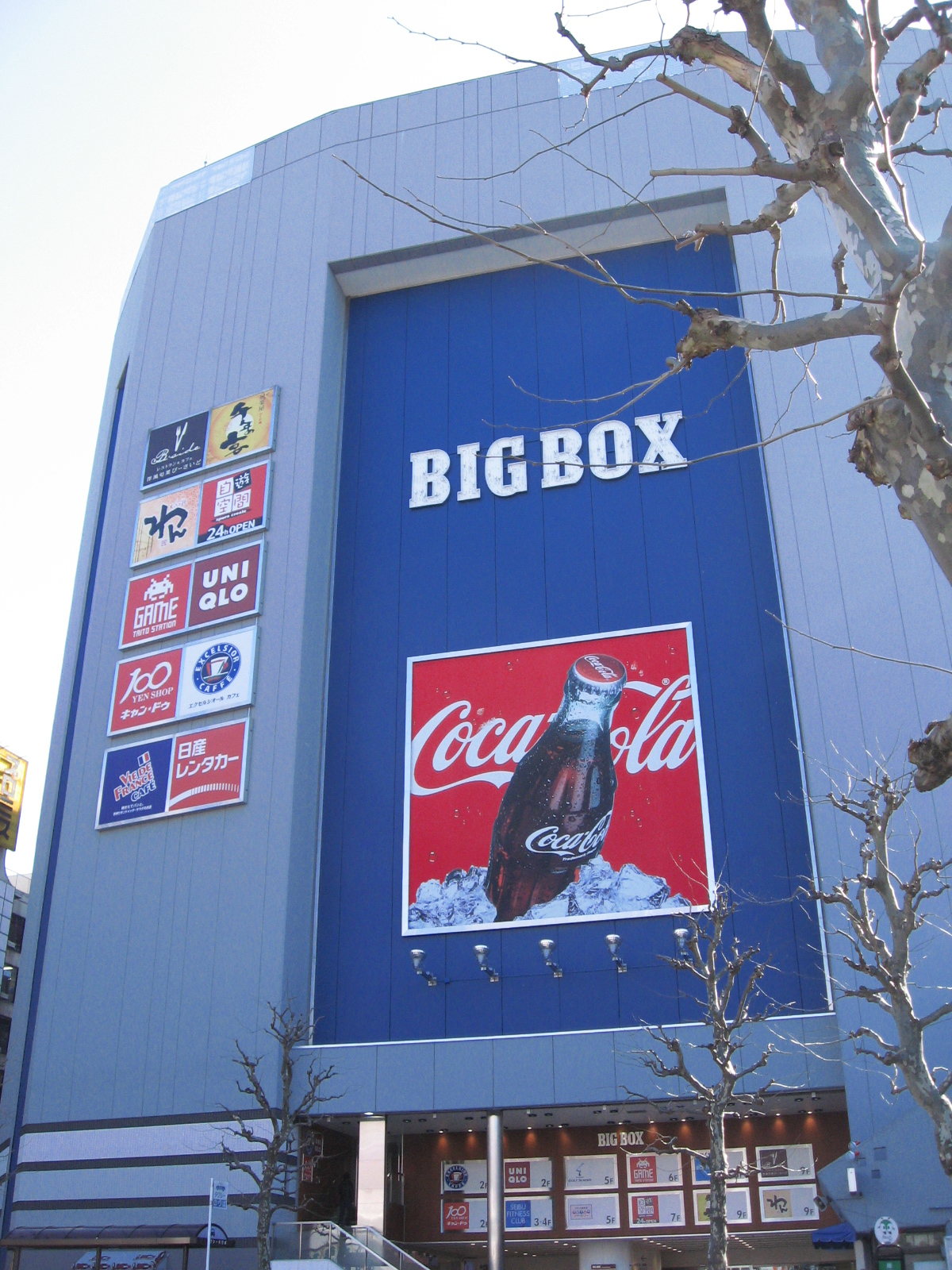
Il Big Box di Takadanobaba

| «                    | Servizio                | »              |
| Linea Yamanote       | Linea Yamanote          | Linea Yamanote |
| -------------------- | ----------------------- | -------------- |
| Shin-Ōkubo           | Locale                  | Mejiro         |
| Linea Seibu Shinjuku |                         |                |
| Seibu-Shinjuku       | Locale                  | Shimo-Ochiai   |
| Seibu-Shinjuku       | Semiespresso            | Saginomiya     |
| Seibu-Shinjuku       | Espresso                | Saginomiya     |
| Seibu-Shinjuku       | Espresso pendolari      | Saginomiya     |
| Seibu-Shinjuku       | Espresso Limitato Koedo | Tokorozawa     |
| Linea Tōzai          |                         |                |
| Waseda               | Locale                  | Ochiai         |

## Nei dintorni della stazione
Takadanobaba è una zona prevalentemente frequentata dagli studenti delle vicine Università di Waseda e Università Gakushuin, e sono quindi presenti molti bar e izakaya, pub alla giapponese, scuole di preparazione e intrattenimento. Il simbolo di Takadanobaba è il "Big Box", un grande edificio a forma di scatola, come il nome ben testimonia, a fianco della stazione. All'interni si trovano una piscina, una palestra, un centro di intrattenimento con arcade, ristoranti di fast food e un negozio di abbigliamento Uniqlo.